# Lilla Edets köping
Denna artikel handlar om den tidigare kommunen Lilla Edets köping. För orten se Lilla Edet, för dagens kommun, se Lilla Edets kommun.
Lilla Edets köping var en tidigare kommun i Älvsborgs län.

## Administrativ historik
Lilla Edets köping bildades den 1 januari 1951 genom ombildning av Fuxerna landskommun där Lilla Edets municipalsamhälle funnits sedan 31 januari 1890. Lilla Edets köping uppgick 1971 i den nybildade Lilla Edets kommun.
Lilla Edets köping hörde i kyrkligt hänseende till Fuxerna församling

## Köpingvapen
Blasonering: I fält av guld två blå flanker och mellan dessa två stolpvis ordnade röda sparrar, åtföljda nedan av ett rött vattenhjul.
Vapnet utformades av Svenska Kommunalheraldiska Institutet och antogs 1956. Det fördes inte vidare av den nya kommunen.

## Geografi
Lilla Edets köping omfattade den 1 januari 1952 en areal av 24,52 km², varav 22,90 km² land.

### Tätorter i kommunen 1960
| Tätort              | Folkmängd |
| ------------------- | --------- |
| Lilla Edet, del ava | 2 576     |
| Göta, del avb       | 671       |

Tätortsgraden i kommunen var den 1 november 1960 94,7 procent.

## Politik

### Mandatfördelning i valen 1950-1966
| 1 | 17 | 3 | 2 |

| 22 |

| 2 | 15 | 4 | 2 |

| 22 |

| 2 | 15 | 3 | 3 |

| 21 |

| 2 | 15 | 4 | 2 |

| 20 |

| 3 | 13 | 5 | 2 |

| 19 | 4 |